# Aiton (Savoie)
Aiton ist eine französische Gemeinde mit 1811 Einwohnern (Stand 1. Januar 2022) im Arrondissement Saint-Jean-de-Maurienne im Département Savoie in der Region Auvergne-Rhône-Alpes. Sie ist etwa 20 Kilometer von Albertville entfernt, mit der sie durch die Autoroute A430 verbunden ist.
Aiton liegt am Talausgang des Flusses Arc, eines der großen Quertäler der Westalpen, das nach der letzten Eiszeit entstanden ist. Die Talregion, in die mehrere große Alpenpässe münden, bildete unter dem Namen Maurienne eine historische Provinz Savoyens.
Durch die verkehrstechnisch günstige Lage am Autobahnkreuz zwischen Grenoble, Genf und Turin hat die Kommune einen deutlichen Bevölkerungszuwachs erfahren.

## Bevölkerungsentwicklung
| Jahr                       | 1962 | 1968 | 1975 | 1982 | 1990 | 1999 | 2007 | 2018 | 2021 |
| Einwohner                  | 463  | 412  | 398  | 516  | 564  | 1163 | 1704 | 1674 | 1747 |
| Quellen: Cassini und INSEE |      |      |      |      |      |      |      |      |      |